# The Bodysnatchers
The Bodysnatchers – brytyjski zespół ska, reprezentant drugiej fali ska (nazywanej "erą 2 Tone"). Grupa powstała w 1979 w Londynie, rozpadła się w 1981.
Odmiennością tej grupy od działających w tym samym okresie jest to że był to zespół w 100% żeński. Założyła go latem 1979 Nicky Summers. Pierwszy występ grupy miał miejsce Windsor Castle Pub w Londynie 24 listopada 1979. Kariera zespołu była ściśle związana z wytwórnią 2 Tone Records. Dla niej nagrała swoje jedyne wydawnictwa, często supportowała grupy związane z tą wytwórnią. Zapisem filmowym działalności koncertowej zespołu jest udział w filmie dokumentalnym Dance Craze z 1981 roku. Zespół nie pozostawił po sobie żadnej płyty długogrającej. Oprócz singli, nagrania grupy znalazły się na kilku składankach wydanych przez 2 Tone Rec. (This Are Two Tone, The 2 Tone Story, Dance Craze, The Best Of 2 Tone, The Compact 2 Tone Story).
Po rozpadzie grupy Stella Barker, Sarah-Jane Owen, Miranda Joyce, Penny Leyton i Judy Parsons zakładają zespół rockowy The Belle Stars z którym nagrywają kilka singli i jeden album (The Belle Stars Stiff Rec. 1983). Rhoda Dakar dołącza w 1982 do The Specials (w tym okresie grający jako The Specials AKA). Razem z nimi nagrywa album In the Studio (2 Tone Rec. 1984). W 1984 Sarah-Jane Owen i Penny Leyton zakładają grupę ska The Deltones (działała do 1991). W 2009 Dakar razem Nickiem Welshem (znanym z The Selecter i Bad Manners) nagrała album Back To The Garage (N1 Records 2009).

## Skład
- Rhoda Dakar – wokal
- Sarah Jane Owen – gitara prowadząca
- Stella Barker – gitara rytmiczna
- Nicky Summers – bas
- Penny Leyton – klawisze
- Miranda Joyce – saksofon
- Jane Summers – perkusja (1979–1980)
- Judy Parsons – perkusja (1980–1981)

## Dyskografia
- "Let’s Do Rock Steady"/"Ruder Than You" – (15 marca 1980 2 Tone Rec) – UK # 22
- "Easy Life" / "Too Experienced" – (19 lipca 1980 2 tone Rec.) – UK # 50